# Señor de los Nazgûl
«Señor de los Nazgûl» es uno de los múltiples                                                              apelativos de un personaje ficticio de nombre real desconocido creado por el escritor británico J. R. R. Tolkien para su legendarium. Es un espectro, el jefe supremo de los Nazgûl. En vida, pudo haber sido un príncipe de Oesternesse. De los nueve anillos que Sauron forjó para engañar a los hombres, entregó tres a otros tantos señores de los númenóreanos, los más poderosos de entre los hombres, en la Segunda Edad del Sol. Tanto esos tres como los otros seis sucumbieron a su poder y con el tiempo, pasaron a servirle como espectros, ni vivos, ni muertos. De la historia del Señor de los Nazgûl antes de aceptar su anillo, poco más escribió Tolkien.

## Sobrenombres y apelativos
El Señor de los Nazgûl era temido y conocido por múltiples nombres, entre los que podemos destacar: «Rey Brujo de Angmar», «Rey Mago de Angmar» , «Señor Hechicero de Angmar», «El Capitán Negro», «Señor de la Desesperación», «Rey de Morgul» (tras conquistar Minas Ithil y rebautizarla como Minas Morgul) y «Dwimmerlaik».

### «Dwimmerlaik»
En las tierras de la Marca de Rohan durante la Tercera Edad del Sol se le solía llamar así a los espectros o espíritus malignos. Eran tan supersticiosos los Rohirrim que llamaban con ese nombre a cualquier criatura con poderes «mágicos», así que llamaban de esta forma a los Ents y a los Elfos de Lórien considerándolos criaturas malignas. Durante la Batalla de los Campos del Pelennor, la dama Éowyn llamó «Dwimmerlaik» al Señor de los Nazgûl cuando se mostró ante él para proteger el cuerpo de su tío, el rey Théoden.

## Historia
Después del hundimiento de Númenor, que se cuenta en la «Akallabêth», pasó a ser el más temido sirviente de Sauron y en la Tercera Edad del Sol se instaló en el extremo septentrional de las Montañas Nubladas, en el Reino de Angmar. Desde allí, se enfrentó a Arnor, el reino de los exiliados descendientes de los Númenóreanos hasta que en 1975 T.E. Arvedui, último rey de Arthedain, se vio obligado a huir ante la invasión de Angmar y murió congelado en las aguas del norte.
El hijo del rey Eärnil II de Gondor, Eärnur, acudió con una inmensa flota desde el sur y desembarco en Mithlond donde se le unieron los Noldor y se reunieron en Annúminas con un ejército venido de Rivendel al mando de Glorfindel. Allí el Rey Brujo huyó de ellos y se replegó en Fornost, en cuyas planicies se llevó a cabo la Batalla de Fornost.  En aquella ocasión fue enfrentado por Glorfindel, que no pudo acabar con él, pero profetizó que "nunca caerá por mano de ningún hombre " y aquella derrota obligó al Rey Brujo a huir al sur. Tomó Minas Ithil y pasó a llamarse Minas Morgul, la ciudad de la hechicería. Años después, Eärnur accedió al trono de Gondor y fue retado por el Señor de los Nazgûl a un combate singular. A pesar de los consejos de Mardil, Eärnur se precipitó al combate y así desapareció el último rey de Gondor. 
En la Guerra del Anillo, al final de la Tercera Edad de la Tierra Media, atravesó el hombro izquierdo de Frodo Bolsón con un Puñal de Morgul en la Cima de los vientos, dejándole una herida que nunca sanaría del todo. Finalmente El Señor de los Nazgûl sucumbió durante la Batalla de los Campos del Pelennor, pero tal como decía la profecía, no fue hombre alguno quien le derrotó. Éowyn, sobrina del rey de Rohan acabó con él y recibiendo ayuda de Meriadoc Brandigamo, un mediano de La Comarca que le atravesó la rodilla con su espada, una Daga de los Túmulos, único acero capaz de dañar a un nazgûl, dándole la oportunidad a Éowyn de destruirlo.

## Inspiración
Como muchos personajes de J.R.R. Tolkien, sus fuentes inspiradoras son varias y discutidas por expertos en su obra. Se cree que el Rey Brujo tenga una fuerte inspiración en la reina bruja Práinn, que aparece en Hrómundar saga Gripssonar, de la mitología islandesa. 
La profecía sobre él: ningún hombre podrá matarle, tiene mucha semenjanza con la profecía que aparece en Macbeth, en la que se predijo que MacBeth moriría "por un hombre no nacido de una mujer", cumpliendóse, pues el asesino fue MacDuff, que nació por césarea.

## Adaptaciones cinematográficas
En la trilogía de El Señor de los Anillos, el Rey Brujo fue interpretado por Lawrence Makoare (que también interpretó al uruk-hai Lurtz en El Señor de los Anillos: la Comunidad del Anillo) con la voz de Andy Serkis (quien además dobla y hace de Gollum).
El personaje también aparece en El hobbit: un viaje inesperado como el espíritu que protege Dol Guldur y pelea contra Radagast.